# Arminius
Arminius (v některých pramenech uváděn jako Armenius či Armenus, celým římským jménem snad Gaius Julius Arminius), v Německu nazývaný Hermann der Cherusker, (asi 18 př. n. l. – 21) byl germánský válečník, vůdce kmene Cherusků, který sjednotil germánské kmeny a vedl úspěšnou vzpouru proti římské nadvládě, jež vyústila v trvalý zánik provincie Germánie. V rámci této vzpoury se roku 9 střetl s římskými vojsky v bitvě v Teutoburském lese, v níž zcela zničil tři římské legie vedené Publiem Quinctiliem Varem a připravil tak římské říši jednu z nejtěžších porážek v její historii.

## Biografie

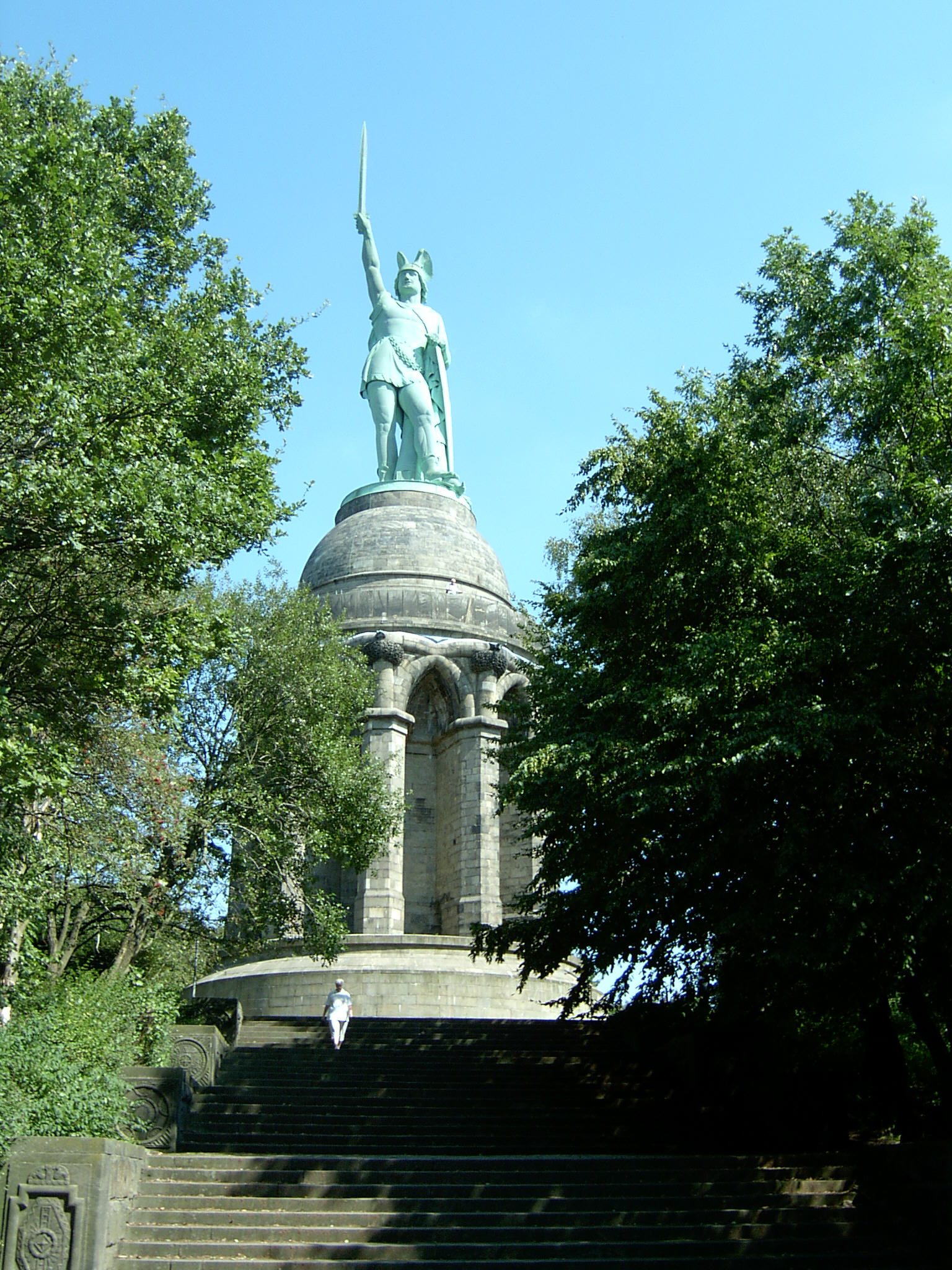
Arminiův pomník v Teutoburském lese

Všechny prameny, které o Arminiovi existují, pocházejí z římské provenience a někdy není jednoduché je interpretovat. Arminius byl synem náčelníka Cherusků Segimera, který ve svém kmeni zřejmě patřil k prořímské frakci. Narodil se roku 18 př. n. l. nebo 17 př. n. l. či 19 př. n. l. Část svého mládí strávil se svým bratrem Flavem v Římě, přičemž není jasné, jak se sem dostal, zda šlo o rukojmí nebo o součást diplomatické mise. Zde získal základní znalosti římské politiky a posléze byl vycvičen jako vojenský velitel. Obdržel nejen římské občanství, ale i hodnost jezdce (equite). Asi od roku 4 n. l. bojoval na Balkánském poloostrově v tažení, které souviselo s panonskými válkami (6 až 9 n. l.), kde možná velel pomocné jednotce složené z Cherusků. Ti totiž uzavřeli v roce 4 s Římany mírovou smlouvu a museli do římské armády dodávat část svých mužů. V tomto období zřejmě sloužil pod Velleiem Paterculem, který ho ve své knize Historia Romana charakterizoval jako „mladíka urozeného původu, statečného ve svých činech, pohotového v úsudku, majícího inteligenci daleko převyšující obyčejného barbara.“
Do severní Germánie se Arminius vrátil někdy v letech 7–8. Zde se spřátelil s Publiem Quinctiliem Varem, římským správcem provincie Germánie, kterou Řím nedávno zřídil na území mezi Rýnem a Labem. Měl zřejmě sloužit Římu jako posel romanizace Cherusků, někdo kdo přesvědčí „barbary“, proč je výhodné být pod Římem. Nepředpokládalo se, že je vůbec možné, aby se od Říma odvrátil, když už poznal lesk civilizace a byl dokonce přijat mezi římskou elitu. Ovšem stalo se. Arminius připravil povstání germánských kmenů proti římské nadvládě. Jeho nespornou výhodou bylo, že znal římskou taktiku, strategické postupy a zbraně a vymyslel, jak s tím úspěšně bojovat. V roce 9 vedl spojené vojsko Cherusků, Marsů, Brukterů a Chattů, které v Teutoburském lese přepadlo a zcela zničilo jádro římských vojsk v Germánii tvořené třemi legiemi a 6 kohortami pěchoty a třemi oddíly jízdy. V bitvě padl (nebo spáchal sebevraždu) i správce provincie Varus a mnoho jeho úředníků.
Po bitvě v Teutoburském lese stál Arminius v čele unie germánských kmenů a převážně úspěšně vzdoroval vpádům a vojenským akcím Říma. V roce 16 utrpěl porážku od římského vojevůdce Germanika v bitvě na pláni Idistaviso, neboť jeho podřízený a strýc Inguiomer nerespektoval smluvený plán a vyslal elitní oddíly na smrt proti přesile bez jakékoliv podpory. Když se do boje dostali i prostí válečníci, byli zahnáni do bažin, kde jich až několik tisíc v nastalém zmatku utonulo. Římské vítězství však nebylo dostatečně přesvědčivé a Římané se posléze stáhli za Rýn (když před tím zajali Arminiovu ženu Thusneldu a syna). Po ústupu Římanů vedl Arminius válku s náčelníkem Markomanů Marobudem, kterého porazil. V roce 21 byl zavražděn svým vlastním příbuzným, ovšem podrobnosti o jeho smrti nejsou známy. Ví se jen, že to souviselo s rozkolem uvnitř kmene Cherusků, jehož význam zhruba od toho okamžiku upadal.

## Odkaz v umění
- Arminio – opera Georga Friedricha Händela